# Anne Cibis
Anne Cibis, nata Möllinger (27 settembre 1985), è una velocista tedesca.

## Palmarès
| Anno | Manifestazione  | Sede     | Evento      | Risultato | Prestazione | Note |
| ---- | --------------- | -------- | ----------- | --------- | ----------- | ---- |
| 2005 | Europei indoor  | Erfurt   | 4x100 m     | Argento   | 44"89       |      |
| 2007 | Europei indoor  | Debrecen | 4x100 m     | Argento   | 43"75       |      |
| 2008 | Giochi olimpici | Pechino  | 4x100 m     | 5ª        | 43"28       |      |
| 2009 | Mondiali        | Berlino  | 4×100 m     | Bronzo    | 42"87       |      |
| 2011 | Mondiali        | Taegu    | 4×100 m     | Batteria  | dnf         |      |
| 2012 | Europei         | Helsinki | 100 m piani | 7ª        | 11"54       |      |
| 2012 | Europei         | Helsinki | 4x100 m     | Oro       | 42"51       |      |
| 2012 | Giochi olimpici | Londra   | 4x100 m     | 5ª        | 42"67       |      |

## Altre competizioni internazionali
2009
- Campionati europei a squadre di atletica leggera ( Leiria)